# Quiero ser (canção)
"Quiero ser" é uma canção do álbum de estúdio homônimo da boy band porto-riquenha Menudo, lançada em 1981 pela gravadora Padosa. Trata-se de uma canção no estilo balada, interpretada pelo integrante René Farrait e lançada como single após o sucesso de "Súbete a mi moto", do mesmo álbum. A música obteve sucesso internacional,  atingindo a posição de número 6 na parada musical do Uruguai, publicada pela revista Record World. No México atingiu a segunda posição, na parada da revista Notitas Musicales.
A letra da canção em espanhol é considerada um hino à amizade e ao apoio incondicional, transmitindo o desejo de estar presente para alguém em momentos difíceis. A canção retrata o narrador observando a tristeza e a vulnerabilidade de uma pessoa querida, oferecendo-se como um apoio constante. Por meio de metáforas, como ser o  "Sol que hace brillar la Luna" ou o "viento que borra la bruma", o narrador promete ser a força e a luz necessárias para ajudar a superar os desafios.
Em 1984, quando a gravadora Som Livre resolveu investir na carreira do Menudo no Brasil, foi criada uma versão em português que foi incluída no álbum Mania, que trazia grandes sucessos do grupo adaptados para o idioma. A versão foi intitulada "Quero Ser" e lançada como segundo single do trabalho, cujo compacto simples trazia como lado B a faixa "Doces Beijos". O compacto atingiu a posição de número 1 no Brasil, e ganhou um disco de diamante por vendas de mais de 1 milhão de cópias.

## Lista de faixas
- Créditos adaptados da contracapa dos compactos "Quiero ser" (1981),[8] e "Quero Ser" (1984).[5]

### Quiero ser
Lado A
| N.º | Título       | Compositor(es)              | Duração |  |
| 1.  | "Quiero ser" | Edgardo Díaz Pepe Luis Soto | 3:08    |  |

Lado B
| N.º | Título          | Compositor(es)    | Duração |  |
| 1.  | "Rock en la TV" | Díaz Carlos Villa | 3:16    |  |

### Quero Ser
Lado A
| N.º | Título      | Compositor(es)                                    | Duração |  |
| 1.  | "Quero Ser" | Edgardo Díaz Pepe Luis Soto Carlos Colla (versão) | 3:19    |  |

Lado B
| N.º | Título         | Compositor(es)                                 | Duração |  |
| 1.  | "Doces Beijos" | J. Seijas C. Villa A. Monroy C. Colla (versão) | 3:33    |  |

## Tabelas

### Tabelas semanais
"Quiero ser"
| Tabela musical (1981-1982) | Posição |
| -------------------------- | ------- |
| México (Notitas Musicales) | 2       |
| Uruguay (Record World)     | 6       |

"Quero Ser"
| Tabela musical (1984) | Posição |
| --------------------- | ------- |
| Brasil (Nopem)        | 1       |

## Certificações e vendas
| Região | Certificação | Vendas certificadas |
| ------ | ------------ | ------------------- |
| Brasil | Diamante     | 1,000,000           |